# Arto Järvelä
Arto Järvelä (Hattula, Finland, 1964) is een Finse violist en componist. Naast viool speelt hij ook nyckelharpa, mandoline en kantele. Hij stamt uit de bekende vioolspelende Järvelä-familie die afkomstig is uit de steek van Kaustinen.
Toen hij tien jaar oud was leerde hij drums en basgitaar spelen en zat hij in een band met zijn vader. Op dertienjarige leeftijd ontdekte hij de viool. Hij speelde harmonium in de groep Järvelän pikkupelimannit (de vedelaartjes van Järvelä) tot hij de viool voldoende onder de knie had om volwaardig lid te worden. Deze groep werd uiteindelijk de bekende Finse folkgroep JPP.
Järvelä studeerde aan de afdeling folk van de Sibeliusacademie in Helsinki en geeft er momenteel ook les.  

## Bands
Tot de vele groepen en projecten waarbij hij betrokken was behoren:
- JPP
- Het trio Alakotila-Järvelä-Kennemark, samen Timo Alakotila van JPP en de Zweedse violist Hans Kennemark
- Koinurit, een groep die razendsnelle polka's speelt en soms het Finse antwoord op The Pogues wordt genoemd.
- Pinnin Pojat, Arto Järvelä en Kimmo Pohjonen.
- Helsinki Mandoliners, een mandolinetrio
- Aldargaz, accordeonist in Maria Kalaniemi's band
- Niekku, een andere band van Maria Kalaniemi die werd opgericht tijdens hun studies aan de Sibeliusacademie.
- Salamakannel, kantele met rockinvloeden
- Ampron Prunni, harmonium en nyckelharpa
- Tallari

## Solodiscografie
Alleen solo-opnamen (de opnamen met JPP kunnen bekeken worden op de pagina van de groep).
- Polska Differente, 1994
- Arto Järvelä plays violin, 1999
- Far in!, 2004